# Дьєур Михайло Пилипович
Михайло Пилипович Дьєур (Д'єур) (15 квітня 1920, село Великий Молокиш, тепер Рибницького району, Молдова — 1996) — молдавський радянський державний і комуністичний діяч, 1-й секретар Кишинівського міського комітету КП Молдавії, голова Кишинівського міськвиконкому. Депутат Верховної Ради Молдавської РСР 2-го, 4—5-го, 9—11-го скликань. Член ЦК Комуністичної партії Молдавії. Депутат Верховної Ради СРСР 6—8-го скликань.

## Життєпис
Народився в бідній селянській родині. У 1938 році закінчив середню школу.
У 1938 році — паспортист районного відділення міліції, помічник начальника поштового відділення в Рибницькому районі Молдавської АРСР. У 1938—1939 роках — інструктор Рибницького районного комітету ЛКСМУ Молдавської АРСР.
У листопаді 1939 — вересні 1944 року — в Червоній армії. У 1939—1941 роках — курсант Вінницького стрілецько-кулеметного училища. Учасник німецько-радянської війни з червня 1941 року. Служив у 1015-му стрілецькому полку 285-ї стрілецької дивізії. Учасник оборони Ленінграда (командував кулеметним взводом у районі Нарви Ленінградського фронту). У вересні 1941 року був поранений, лікувався у госпіталях. З квітня по травень 1942 року служив на Північно-Західному та Калінінському фронтах, був поранений.
Член ВКП(б) з вересня 1942 року.
З вересня 1942 по березень 1943 року брав участь у Сталінградській битві (командував кулеметною ротою та батальйоном на Сталінградському і Донському фронтах). З вересня 1943 року був помічником начальника штабу 206-го гвардійського стрілецького полку 69-ї гвардійської стрілецької дивізії 4-ї гвардійської армії Воронезького фронту. У 1944 році — помічник начальника штабу із оперативної частини, начальник штабу 57-го гвардійського стрілецького полку 20-ї гвардійської стрілецької дивізії 37-ї гвардійської армії 3-го Українського фронту.
У 1944—1945 роках — інструктор ЦК КП(б) Молдавії.
У 1945—1948 роках — секретар ЦК ЛКСМ Молдавії.
У 1948—1951 роках — слухач Вищої партійної школи при ЦК ВКП(б) у Москві.
У 1951—1953 роках — відповідальний організатор, заступник завідувача відділу партійних, профспілкових і комсомольських органів ЦК КП(б) Молдавії.
У 1953—1954 роках — секретар Кишинівського міського комітету КП Молдавії.
У 1954—1958 роках — 1-й секретар Теленештського районного комітету КП Молдавії.
13 лютого 1958 — 8 лютого 1961 року — голова Комісії радянського контролю Ради міністрів Молдавської РСР.
У 1960—1966 роках — голова виконавчого комітету Кишинівської міської ради депутатів трудящих.
У 1966—1970 роках — 1-й секретар Кишинівського міського комітету КП Молдавії.
У 1970—1986 роках — завідувач відділу адміністративних органів ЦК КП Молдавії.
Потім — на пенсії. Помер у 1996 році.

## Звання
- лейтенант
- старший лейтенант
- капітан
- майор
- полковник

## Нагороди
- чотири ордени Трудового Червоного Прапора
- орден Вітчизняної війни І ст. (6.04.1985)
- орден Вітчизняної війни ІІ ст. (2.06.1944)
- два ордени Червоної Зірки (14.10.1943, 18.10.1944)
- орден «Знак Пошани»
- медаль «За оборону Ленінграда»
- медаль «За оборону Сталінграда» (1942)
- медаль «За перемогу над Німеччиною у Великій Вітчизняній війні 1941—1945 рр.» (1945)
- медаль «За доблесну працю у Великій Вітчизняній війні 1941—1945 рр.» (1945)
- медалі